# HD 155358
HD 155358 är en ensam stjärna i den mellersta delen av stjärnbilden Herkules. Den har en  skenbar magnitud av ca 7,28 och kräver åtminstone en handkikare för att kunna observeras. Baserat på parallaxmätning inom Hipparcosuppdraget på ca 22,7 mas, beräknas den befinna sig på ett avstånd på ca 144 ljusår (ca 43 parsek) från solen. Den rör sig närmare solen med en heliocentrisk radialhastighet på ca -9 km/s.

## Egenskaper
HD 155358 är en gul till vit stjärna i huvudserien av spektralklass G0, med osäker luminositetsklass. Den har en massa som är ca 0,89 solmassor, en radie som är ca 1,3 solradier och har ca 2,3 gånger solens utstrålning av energi från dess fotosfär vid en effektiv temperatur av ca 5 900 K.
Stjärnan har två exoplaneter i omloppsbana. Vid tiden för planeternas upptäckt var den känd för att vara den planetbärande stjärnan med lägsta kända metallicitet, med ett järn-till-väte-förhållande på 21 procent av solens värde.
År 1859 katalogiserades den i Bonner Durchmusterung av den preussiska astronomen F. W. Argelander, som listade en uppskattad magnitud på 7,2. År 1958 identifierades den vid Nizamiah observatorium, Hyderabad, som en stjärna med en relativt stor egenrörelse. Det föreslogs 1979 att denna stjärna kan ligga inom 25 parsec från solen. (Före den tiden hade den aldrig katalogiserats som en närliggande stjärna.)
År 2001 genomgick stjärnan observation med hjälp av högupplöst spektrograf på Hobby-Eberly Telescope vid McDonald Observatory. Förändringar observerades i stjärnans radiella hastighet, vilket tyder på en gravitationell påverkan från omloppsobjekt. Baserat på stjärnans rörelse över tid kunde astronomer dra slutsatsen att det finns minst två planeter i omloppsbana runt HD 155358.

## Planetsystem
Den 10 maj 2007 tillkännagav astronomen Cochran från University of Texas två massplaneter av typ II som kretsar kring samma stjärna med lägre metallhalten än någon annan planetarisk värdstjärna. Dess upptäckter gjordes med hjälp av Hobby-Eberly Telescope, som använde radiell hastighet för att övervaka förändringen av stjärnans siktrörelse orsakad av planeternas gravitation. Dessa två planeter interagerar gravitationellt: modellering av planeterna som antar att deras massor är desamma som de empiriskt bestämda lägre gränserna, de utbyter excentriciteter på en tidsskala på 2 700 år och deras argument om periastron precess med en period på 2 300 år. HD 155358 b har massa lite mindre än Jupiter men större än Saturnus. HD 155358 c har 0,8 Jupitermassa. HD 155358 b kretsar på ett avstånd av 0,64 AE medan c kretsar på 1,02 AE. Dessa två planeter har nästan exakt ömsesidig 2:1 medelrörelseresonans (MMR).
| Planet | Massa             | Halv storaxel (AE) | Siderisk omloppstid (d) | Excentricitet | Inklination | Radie |
| ------ | ----------------- | ------------------ | ----------------------- | ------------- | ----------- | ----- |
| b      | ≥ 0,85 ± 0,005 MJ | 0,64 ± 0,01        | 194,3 ± 0,3             | 0,17 ± 0,03   | -           | -     |
| c      | ≥ 0,82 ± 0,07 MJ  | 1,02 ± 0,02        | 391,9 ± 1               | 0,16 ± 0,1    | -           | -     |